# Kanton Ugine
Der Kanton Ugine ist seit 1860 ein französischer Wahlkreis im Département Savoie in der Region Auvergne-Rhône-Alpes. Er umfasst 16 Gemeinden im Arrondissement Albertville und hat seinen Hauptort (frz.: bureau centralisateur) in Ugine. Bei der landesweiten Neuordnung der französischen Kantone wurde er um den Kanton Beaufort sowie weitere einzelne Gemeinden des Kantons Albertville-Nord erweitert und dadurch erheblich vergrößert.

## Gemeinden
Der Kanton besteht aus 16 Gemeinden mit insgesamt 17.584 Einwohnern (Stand: 2022) auf einer Gesamtfläche von 476,14 km²:
| Gemeinde                  | Einwohner 1. Januar 2022 | Fläche km² | Dichte Einw./km² | Code INSEE | Postleitzahl |
| ------------------------- | ------------------------ | ---------- | ---------------- | ---------- | ------------ |
| Beaufort                  | 1.994                    | 149,53     | 13               | 73034      | 73270        |
| Césarches                 | 431                      | 2,90       | 149              | 73061      | 73200        |
| Cohennoz                  | 140                      | 13,78      | 10               | 73088      | 73400        |
| Crest-Voland              | 338                      | 9,96       | 34               | 73094      | 73590        |
| Flumet                    | 798                      | 17,15      | 47               | 73114      | 73590        |
| Hauteluce                 | 741                      | 62,39      | 12               | 73132      | 73620        |
| La Giettaz                | 379                      | 35,20      | 11               | 73123      | 73590        |
| Marthod                   | 1.342                    | 14,78      | 91               | 73153      | 73400        |
| Notre-Dame-de-Bellecombe  | 468                      | 21,45      | 22               | 73186      | 73590        |
| Pallud                    | 792                      | 5,20       | 152              | 73196      | 73200        |
| Queige                    | 901                      | 32,61      | 28               | 73211      | 73720        |
| Saint-Nicolas-la-Chapelle | 490                      | 23,63      | 21               | 73262      | 73590        |
| Thénésol                  | 318                      | 5,49       | 58               | 73292      | 73200        |
| Ugine                     | 7.162                    | 57,36      | 125              | 73303      | 73400        |
| Venthon                   | 607                      | 2,50       | 243              | 73308      | 73200        |
| Villard-sur-Doron         | 683                      | 22,21      | 31               | 73317      | 73270        |
| Kanton Ugine              | 17.584                   | 476,14     | 37               | 7319       | –            |

Bis zur Neuordnung gehörten zum Kanton Ugine die acht Gemeinden Cohennoz, Crest-Voland, Flumet, La Giettaz, Marthod, Notre-Dame-de-Bellecombe, Saint-Nicolas-la-Chapelle und Ugine. Sein Zuschnitt entsprach einer Fläche von 193,31 km2. Er besaß vor 2015 einen anderen INSEE-Code als heute, nämlich 7328.

## Politik
| Vertreter im Départementsrat | Vertreter im Départementsrat   | Vertreter im Départementsrat |
| Amtszeit                     | Namen                          | Partei                       |
| ---------------------------- | ------------------------------ | ---------------------------- |
| 1989–2015                    | Franck Lombard                 | DVD                          |
| 2015–                        | Annick Cressens Franck Lombard | –                            |